# Idiotrella malaccae
Idiotrella malaccae är en insektsart som beskrevs av Andrej Vasiljevitj Gorochov 2002. Idiotrella malaccae ingår i släktet Idiotrella och familjen syrsor. Inga underarter finns listade i Catalogue of Life.